# Atalaku
Pour plus de détails, voir Fiche technique et Distribution.
Atalaku est un film documentaire congolais réalisé par Dieudo Hamadi,, sorti en 2013.

## Fiche technique
- Titre : Atalaku
- Réalisation : Dieudo Hamadi
- Scénario : Dieudo Hamadi
- Photographie : Dieudo Hamadi
- Montage : Dieudo Hamadi, Penda Houzangbe
- Production : Mutotu Productions
- Pays :  République démocratique du Congo République démocratique du Congo
- Genre : Documentaire
- Durée : 60 minutes
- Date de sortie : 2013

## Distinctions

### Récompenses
- Prix Joris Ivens au Cinéma du Réel 2013, Paris[1],
- Prix du jury FIDADOC Agardi 2013, Maroc,
- Images en bibliothèques, Paris France

### Sélections
- Rencontres internationales du document du Montréal Canada, 2013